# Collegio uninominale Liguria - 04 (2017)
Il collegio elettorale uninominale Liguria - 04 è stato un collegio elettorale uninominale della Repubblica Italiana per l'elezione della Camera tra il 2017 ed il 2022.

## Territorio
Come previsto dalla legge elettorale italiana del 2017, il collegio era stato definito tramite decreto legislativo all'interno della circoscrizione Liguria.
Era formato da parte del territorio del comune di Genova (aree urbanistiche Angeli, Apparizione, Bavari, Borgoratti, Castelletto, Chiappeto, Doria, Fereggiano, Forte Quezzi, Lagaccio, Maddalena, Manin, Marassi, Molassana, Molo, Montesignano, Oregina, Parenzo, Prato, Prè, Quezzi, San Desiderio, San Fruttuoso, San Nicola, San Pantaleo, San Teodoro, Sant'Agata e Sant'Eusebio) e dai comuni di Bargagli e Davagna nella città metropolitana di Genova.
Il collegio era parte del collegio plurinominale Liguria - 02.

## Eletti
| Elezione | Elezione | Deputato      | Partito            |
| -------- | -------- | ------------- | ------------------ |
|          | 2018     | Marco Rizzone | Movimento 5 Stelle |

1. ↑  In data 21.09.2020 aderisce al gruppo misto, non iscritti; in data 13.01.2021 alla componente «Centro Democratico»; in data 27.05.2021 a Coraggio Italia; in data 23.06.2022 torna nel gruppo misto, non iscritti; in data 07.07.2022 aderisce alla componente «Coraggio Italia».

## Dati elettorali

### XVIII legislatura
Come previsto dalla legge elettorale, 232 deputati erano eletti con sistema a maggioranza relativa in altrettanti collegi uninominali a turno unico.
| Candidati              | Candidati               | Voti    | %     | Liste                           | Voti    | %     |
| ---------------------- | ----------------------- | ------- | ----- | ------------------------------- | ------- | ----- |
|                        | Marco Rizzone ✔️ Eletto | 44 098  | 32,82 | Movimento 5 Stelle              | 44 098  | 32,82 |
|                        | Edoardo Rixi            | 40 299  | 29,99 | Lega                            | 22 084  | 16,44 |
| Forza Italia           | Edoardo Rixi            | 40 299  | 29,99 | 12 910                          | 9,61    |       |
| Fratelli d'Italia      | Edoardo Rixi            | 40 299  | 29,99 | 4 566                           | 3,40    |       |
| Noi con l'Italia - UDC | Edoardo Rixi            | 40 299  | 29,99 | 739                             | 0,55    |       |
|                        | Sergio Rossetti         | 36 049  | 26,83 | Partito Democratico             | 36 049  | 26,83 |
| +Europa                | Sergio Rossetti         | 36 049  | 26,83 | 6 243                           | 4,65    |       |
| Italia Europa Insieme  | Sergio Rossetti         | 36 049  | 26,83 | 973                             | 0,72    |       |
| Civica Popolare        | Sergio Rossetti         | 36 049  | 26,83 | 566                             | 0,42    |       |
|                        | Erminia Federico        | 7 748   | 5,77  | Liberi e Uguali                 | 7 748   | 5,77  |
|                        | Gianna Licitra          | 2 575   | 1,92  | Potere al Popolo!               | 2 575   | 1,92  |
|                        | Davide Cappai           | 1 119   | 0,83  | CasaPound                       | 1 119   | 0,83  |
|                        | Giorgia Magri           | 1 019   | 0,76  | Partito Comunista               | 1 019   | 0,76  |
|                        | Gianluca Valpondi       | 608     | 0,45  | Il Popolo della Famiglia        | 608     | 0,45  |
|                        | Francesco Lato          | 272     | 0,20  | 10 Volte Meglio                 | 272     | 0,20  |
|                        | Antonio Lovecchio       | 267     | 0,20  | Partito Valore Umano            | 267     | 0,20  |
|                        | Cristian Briozzo        | 212     | 0,16  | Per una Sinistra Rivoluzionaria | 212     | 0,16  |
|                        | Enrico Poli             | 94      | 0,07  | PRI - ALA                       | 94      | 0,07  |
| Totale                 | Totale                  | 134 360 | 100   |                                 | 134 360 | 100   |
|                        |                         |         |       |                                 |         |       |
| Voti non validi        | Voti non validi         | 3 127   | 2,27  |                                 |         |       |
| Votanti                | Votanti                 | 137 487 | 69,94 |                                 |         |       |
| Elettori               | Elettori                | 196 580 |       |                                 |         |       |